# Bloc de pisos plaça Major, 17 (Mollerussa)
El bloc de pisos de la Plaça Major, 17 és un edifici a Mollerussa (Pla d'Urgell) protegit com a Bé Cultural d'Interès Local. Es tracta d'un bloc de pisos cantoner. Possiblement el primer fet a Mollerussa amb aquesta intenció social. Estructura idèntica a totes les plantes i forma tradicional de pòrtic a la planta baixa, que aixopluga la funció comercial.
L'edifici consta de planta baixa i tres pisos superiors. Les façanes són de pedra natural tractada amb buixardat gruixut, remarcant molt cada carreu. A la seva distribució compositiva destaca la simetria d'obertures.
Segons la bibliografia es creu que aquesta casa, que pren el nom del material en que està feta, està ubicada al lloc on hi havia l'hostal que dona nom a la ciutat (vegeu la fitxa de població). Això però es posa en dubte, ja que el primer hostal de Mollerussa, sembla que estava situat al camí reial (d'altra banda lògic), actual carretera nacional, en la finca coneguda com a Cal Met (actualment un bloc de pisos).